# Cozumel-lombgébics
A Cozumel-lombgébics (Vireo bairdi) a madarak osztályának verébalakúak (Passeriformes) rendjébe és a lombgébicsfélék (Vireonidae) családja tartozó faj.

## Rendszerezése
A fajt Robert Ridgway amerikai ornitológus írta le 1885-ben.

## Előfordulása
Mexikó délkeleti részén, a Yucatán-félszigetnél, a Cozumel szigetén honos. A természetes élőhelye szubtrópusi és trópusi száraz erdők és cserjések. Állandó, nem vonuló faj.

## Megjelenése
Testhossza 11,5-12,5 centiméter, testtömege 11,2-14,6 gramm.

## Természetvédelmi helyzete
Elterjedési területe egy kisebb sziget, de itt viszonylag gyakori. A Természetvédelmi Világszövetség Vörös listáján mérsékelten fenyegetett kategóriában szerepel.

## Külső hivatkozások
- Képek az interneten a fajról
- Xeno-canto